# Hatvani Volán
 (mars 2025).
Si vous disposez d'ouvrages ou d'articles de référence ou si vous connaissez des sites web de qualité traitant du thème abordé ici, merci de compléter l'article en donnant les références utiles à sa vérifiabilité et en les liant à la section « Notes et références ».
Hatvani Volán ([ˈhɒtvɒni ˈvolaːn]) est une compagnie de bus d'État en Hongrie desservant Hatvan. 

## Historique
La compagnie est créée le 1er juillet 1990.
En janvier 2015, elle fusionne dans le KMKK.